# تروژین د مریکورت
آن-ژوزف تروئین د مریکورت (متولد آن-ژوزه تراواگن؛ ۱۳ اوت ۱۷۶۲ – ۹ ژوئن ۱۸۱۷) خواننده، سخنران و سازمان دهنده انقلاب فرانسه بود. او در مارکورت متولد شد (به همین دلیل د مریکورت نامیده می‌شود) که یک شهر کوچک در استان لوکزامبورگ، در بلژیک مدرن بود. او هم برای تصویرگری در مطبوعات انقلابی فرانسه و هم به دلیل افکار پیشرو در انقلاب فرانسه شناخته می‌شود.

## در فرهنگ عامه

### ادبیات
- تروژین د مریکورت به عنوان یک شخصیت فرعی در رمان مکانی برای امنیت بیشتر نوشتهٔ هیلاری مانتل در سال ۱۹۹۲ حضور دارد.
- نمایشنامه‌ای به نام تروژین د مریکورت توسط پل هریوو در سال ۱۹۰۲ نوشته شد که سارا برنارد در ۲۳ سپتامبر ۱۹۰۲ نقشش را در آن بازی کرد.

### بازی‌های ویدیویی
- در اساسینز کرید: وحدت (۲۰۱۴)، تروژین د مریکورت در چندین مأموریت فرعی ظاهر می‌شود. ناتالیا پین به جای او حرف می‌زند.